# مالوین کامارا
مالوین کامارا (انگلیسی: Malvin Kamara؛ زادهٔ ۱۷ نوامبر ۱۹۸۳) بازیکن فوتبال اهل بریتانیا است.
از باشگاه‌هایی که در آن بازی کرده‌است می‌توان به باشگاه فوتبال دالیچ هملت، باشگاه فوتبال فارست گرین راورز، باشگاه فوتبال گایزلی، باشگاه فوتبال تاموورث، باشگاه فوتبال استافورد رانجرز، باشگاه فوتبال بارو، باشگاه فوتبال هادرزفیلد تاون، باشگاه فوتبال میلتون کینز دونز، باشگاه فوتبال کاردیف سیتی، باشگاه فوتبال لوس، باشگاه فوتبال گریمزبی تاون، باشگاه فوتبال ویمبلدون، باشگاه فوتبال فارن‌بورو، باشگاه فوتبال همپتون و ریچموند بورو، و باشگاه فوتبال پورت ویل اشاره کرد.
وی همچنین در تیم ملی فوتبال سیرالئون بازی کرده‌است.